# Лысцов, Виталий Александрович
Вита́лий Алекса́ндрович Лысцо́в (род. 11 июля 1995, Воронеж) — российский футболист, защитник.

## Карьера

### Клубная
Футболом начал заниматься в воронежском «Локомотиве». Первый тренер — Кузнецов Владимир Иванович, там же выступал его брат. В 12 лет Виталия пригласили в московский «Локомотив» на просмотр, который он успешно прошёл и был зачислен в футбольную школу. 22 августа 2011 года был внесён в заявку молодёжной команды. Первый матч провёл лишь в мае 2012 года в последнем туре молодёжного первенства с московским «Спартаком». Финальный свисток зафиксировал нулевую ничью, а Лысцов отыграл все 90 минут. Летом новый главный тренер Славен Билич стал привлекать Лысцова к тренировкам с основным составом. В начале сентября в контрольной встрече с «Динамо» провёл на поле всю игру, а уже в конце месяца отправился вместе с командой на кубковый матч с армавирским «Торпедо», однако в игре участия не принял.
24 ноября 2012 года дебютировал в Премьер-лиге. в компенсированное время домашнего матча с «Краснодаром» сменил на поле Фелипе Кайседо и стал самым молодым полевым игроком в составе «Локомотива», когда-либо выходившим на поле в матчах чемпионатов страны.
С 2014 по 2015 играл в португальском клубе «Униан Лейрия» и сыграл 7 матчей. В 2015 году на правах аренды был отдан в фарм-клуб «Бенфика B». Вскоре был вызван в основную команду «Бенфики», но был снова отдан в аренду «Бенфике Б» и в общей сложности сыграл за неё 48 матчей и забил 1 гол. С 2016 года играл на правах аренды в клубе «Тондела». 18 декабря 2016 в матче против «Боавишты» Лысцов забил гол за «Тонделу» со штрафного удара.

### В сборной
Выступал за юношескую сборную России, составленную из футболистов 1995 года рождения. Дебютировал в ней 21 апреля 2011 года в товарищеской встрече со сверстниками из Израиля, проходившей в словенской Айдовшчине. Виталий вышел после перерыва вместо Михаила Мартынова, а россияне победили соперника со счётом 3:1. Принимал вместе со сборной участие в отборочных матчах к юношескому чемпионату Европы 2012. В квалификационном раунде Россия сыграла вничью с Португалией, а также обыграла Румынию и Финляндию и заняла первое место в турнирной таблице. Однако в элитном раунде россияне смогли одержать всего одну победу, что не позволило им пробиться в финальную часть турнира. Виталий принял участие во всех матчах.
1 ноября 2012 года получил вызов в молодёжную сборную для участия в матче Кубка вызова с Италией, однако в этой игре Лысцов на поле не появился.